# Pont de Roosevelt Island
Le pont de Roosevelt Island (Roosevelt Island Bridge) est un pont levant qui relie Roosevelt Island à Astoria dans l'arrondissement de Queens, à New York.
La construction du pont a débuté le 17 mars 1952 et fut inauguré le 18 mai 1955 sous le nom de Welfare Island Bridge. Il aura couté 6,5 millions US$. Il fut rebaptisé de son nom actuel en 1973.

## Caractéristiques techniques

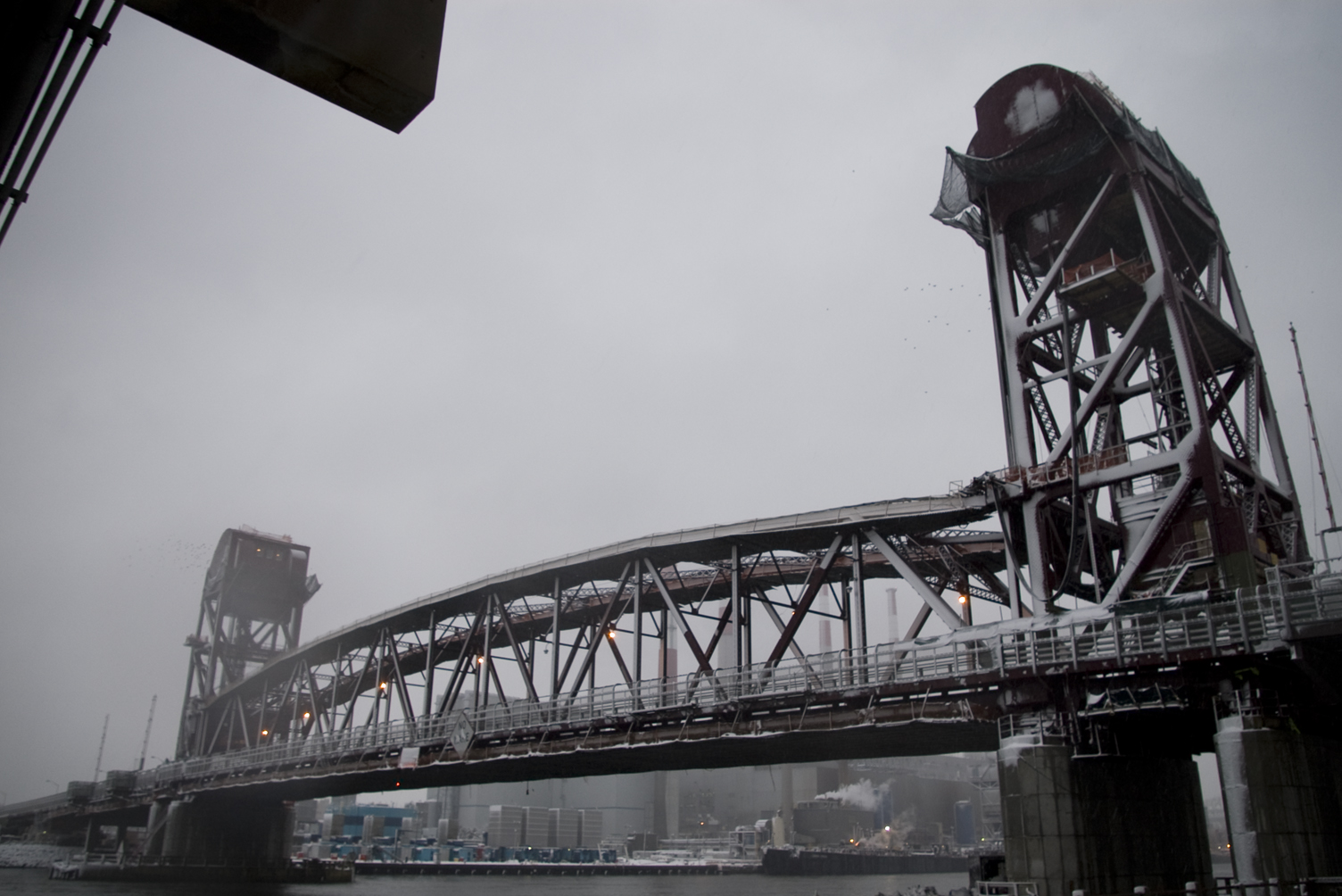
Vue générale.

- Longueur totale : 877 m
- Largeur : 12 m
- Plus longue portée : 127 m
- Tirant d'air : 30 m (ouvert)